# Batalla de San Cristóbal
La batalla de San Cristóbal fue un enfrentamiento militar los días 28 y 29 de julio de 1901, en el marco de la invasión anticastrista dirigida por el general venezolano Carlos Rangel Garbiras con el apoyo del gobierno conservador colombiano, que produjo una decisiva victoria venezolana.

## Antecedentes
Los liberales opositores al gobierno conservador de Bogotá se refugiaban en Venezuela y los conservadores opositores al gobierno liberal de Caracas se refugiaban en Colombia, instalando sus bases y lanzando ataques contra las fuerzas gubernamentales en las fronteras. Por ejemplo, en 1900-1901 el presidente venezolano Castro financió las ofensivas por Santander y los llanos de Casanare de los liberales colombianos y consiguió el apoyo de los liberales Nicaragua, El Salvador, Ecuador y los caudillos liberales de su propio país para nuevas campañas. Era parte del plan de Castro para derrocar al régimen  conservador de la  Regeneración colombiano y reunir nuevamente la Gran Colombia. Venía conspirando con dicha intención desde 1898, financiando a sus posibles partidarios en el país vecino, buscando aliarse con Quito y aprovechándose de las divisiones internas que tanto liberales como conservadores colombianos sufrían, sabedor que ambos partidos se preparaban para una guerra civil a gran escala. Él mismo había entrado desde territorio colombiano, el 22 de mayo de 1899, de vuelta a Venezuela, apoderándose del poder el 22 de octubre del mismo año.
Por otro lado, el gobierno ecuatoriano del liberal Eloy Alfaro, quien había tomado el poder tras una breve guerra civil en 1895, sufrió repetidas agresiones militares financiadas por los conservadores colombianos, especialmente Ezequiel Moreno obispo de Pasto, apodadas curuchupadas. Dicho país había vivido bajo la hegemonía de los conservadores desde 1835, representantes de los latifundistas de la sierra central con la influencia para movilizar las masas indígenas. Los liberales ecuatorianos, en cambio, solían ser hacendados, banqueros y comerciantes del litoral. En mayo de 1896, más de 500 curuchupas (conservadores) ecuatorianos a sueldo del obispo de Pasto y reclutas del ejército colombiano salieron desde Pasto; en diciembre de 1898, una tropa de 3000 hombres atacó Taya, liderada por el coronel Ángel Emilio María Terán Jácome (1863-1911) y el general José María Sarasti Guevara (1837-1926), ambos vencidos en el páramo de Sanancajas, al pie del Chimborazo, el 23 de enero siguiente, por los generales liberales Rafael Arellano del Hierro (1830-1916) y Francisco Hipólito Moncayo (1838-1911). Sufrieron 600 muertos, numerosos heridos y 300 prisioneros, retirándose los jefes con unos pocos sobrevivientes de vuelta a Colombia. Tras el apoyo a una incursión de liberales colombianos contra Pasto en enero de 1900, Bogotá apoyo un ataque contra Ipiales (29-30 de marzo) para ser expulsados el 22 de mayo. Una última incursión salió de Colombia al mando de Sarasti como Director de Guerra, venciendo a Arellano del Hierro en Las Tayas el 15 de noviembre, mil alfaristas son vencidos por cuatrocientos azules o curuchupas (otros cálculos hablan de dos mil conservadores). Llegando a contar con 3200 hombres y el camino libre a la capital tras su victoria. Pero como el presidente provisional de los conservadores, Arístides Rivadeneira Ponce, disolvió las tropas de reserva que esperaban partir en Pasto, ambos rompieron relaciones, salvándose Quito de caer bajo poder conservador. Acababa la resistencia conservadora, acogiéndose sus últimas guerrillas y exiliados a la amnistía de Leónidas Plaza Gutiérrez.
Los gobiernos de ambos Estados, conservadores colombianos y liberales venezolanos, muy rivales, no dudaron en apoyar a estos movimientos rebeldes internos para desestabilizarse mutuamente, provocando intermitentes enfrentamientos fronterizos en una época de profunda inestabilidad política y carente de límites definidos entre los dos países. Para cuando sucedió la batalla, la guerra regular en Colombia estaba por finalizar, pero los liberales se habían organizado en guerrillas que se extendieron por un territorio mucho más amplio, negándose a darse por vencidos.

## La batalla
En julio de 1901 el general venezolano Carlos Rangel Garbiras con el apoyo del gobierno conservador de Colombia iniciaron desde Cúcuta una invasión hacia San Cristóbal, Venezuela en contra del presidente Cipriano Castro. El 28 de ese mes los enfrentó un batallón de lobaterenses cerca de la entrada de la ciudad, por el camino entre Pueblo Nuevo y el puente de La Parada, incluyendo posiciones en la loma del Tejar del Padre, donde hoy se ubica la Universidad Católica del Táchira, y en el cementerio municipal, lugares donde se dieron los más feroces combates.
Los defensores al mando de los generales Celestino Castro Ruiz y Román Moreno  y el general colombiano Rafael Uribe Uribe, formaron un círculo alrededor de la ciudad de San Cristóbal. En las márgenes de la quebrada La Parada, entre el cementerio municipal y la plaza San Pedro, (antiguo Hospital Vargas, hoy en día se encuentra la biblioteca pública y la plaza Riosreina "los enanitos"). Se dispuso el batallón Páez, con cuatrocientos santanenses al mando de los generales Adolfo Méndez, Manuel Rodrigo y Eulogio Moros. De este lugar con rumbo al Tejar del Padre se dispuso el batallón Urdaneta, bajo la dirección de los generales Eustoquio Gómez y Maximiano Casanova. También figuran el general José Rosendo Medina, padre del también general Isaías Medina Angarita, quien pierde la vida en dicha batalla. Las fuerzas invasoras colombianas y andradistas venezolanos dirigidas por Carlos Rangel Garbiras fueron rechazadas por los defensores y se retiran de Venezuela.

## Consecuencias
La batalla de San Cristóbal fue la última de las ofensivas lanzadas desde Colombia hacia Venezuela por diversos caudillos, como había sucedido ya durante todo el siglo XIX. Esta batalla se inscribe tanto en el marco de la Guerra de los Mil Días como en el ámbito de la Revolución Libertadora, sin embargo un par de meses después la injerencia de Cipriano Castro y su apoyo a los rebeldes liberales colombianos culmina con el desastre para el ejército de Venezuela en la Guajira colombiana Batalla de Carazúa el 13 de septiembre de 1901.